# Chéri (romanzo)
Chéri è un romanzo di Colette inizialmente apparso a puntate, dal 3 gennaio al 5 giugno 1920, nella rivista settimanale La vie parisienne, e successivamente pubblicato in volume a Parigi, nel luglio dello stesso anno, per la casa editrice Arthème Fayard.

## Trama
Protagonisti di questo romanzo, ambientato nel 1912 a Parigi e dintorni, sono Léonie Vallon, detta Léa de Lonval, una raffinata, ricca e ancora bella cortigiana di quarantanove anni, e il suo amante venticinquenne Fred Peloux, detto Chéri, il bellissimo, vanitoso e viziato figlio di Madame Charlotte Peloux, anch'essa una ricca cortigiana dell'alta società parigina e amica da oltre vent'anni di Léa.
Una relazione, quella fra Léa e Chéri, iniziata sei anni prima, quando Léa, preoccupata nel vederlo così indolente e sciupato dai vizi, aveva offerto all'allora diciannovenne Chéri di essere suo ospite durante il soggiorno estivo in Normandia. E così, dopo essere stata invidiata da tutte le donne per la sua relazione con il bellissimo Chéri, Léa deve affrontare ora una nuova realtà: quella di donna di mezza età che, dignitosamente, deve rinunciare al suo giovane amante, promesso sposo della bella diciottenne Edmée per un matrimonio di interesse.
Dopo la separazione Léa continua, con fare sereno e distaccato, a frequentare Mme Peloux e la sua cerchia di amiche attempate e pettegole, le quali, sperando malignamente di vederla sopraffatta dal dolore, non le risparmiano frecciate sul matrimonio di Chéri, fino a quando Léa, sorpresa lei stessa dai segni inequivocabili di una sofferenza sentimentale, decide senza preavviso di partire per un viaggio di piacere dalla destinazione segreta.
Nel frattempo Chéri, dopo un periodo di stordimento a seguito del matrimonio, del viaggio di nozze in Italia e dei primi tempi di vita coniugale, comincia ad avvertire sentimenti di nostalgia e inquietudine per la mancanza di Léa, misteriosamente partita senza lasciar recapiti, e a covare una crescente insofferenza nei confronti della sua novella sposa, insipida se paragonata alla sua attempata amante. A causa di questi malesseri per tre mesi Chéri abbandona Edmée e in compagnia di un amico, Desmond, si dà alla bella vita parigina, continuando però ad essere ossessionato dal ricordo di Léa. Infatti durante le sue lunghe passeggiate meditative, e come spinto da una forza magnetica, Chéri si ritrova periodicamente a passeggiare nei pressi della casa disabitata di Léa, finché un giorno, incredulo e meravigliato, scorge dalla strada le luci accese nella casa dell'amante e, udendo la voce del portiere, finalmente si rende conto che Léa è ritornata. Questo ritorno a lungo sperato lo rincuora all'istante e, come assalito da un sussulto di felicità, decide precipitosamente di ritornare a casa dalla moglie abbandonata.
Dopo un po' di tempo Léa, che durante quei sei mesi di lontananza aveva avuto l'occasione di declinare una proposta di matrimonio e di apprendere della separazione di Chéri, riceve la visita di Mme Peloux che le confida che suo figlio si è finalmente ricongiunto con Edmée. Preparandosi ad affrontare un futuro solitario e lottando per non cedere ai rimpianti, Léa riprende così le sue consuete abitudini finché una sera Chéri si ripresenta improvvisamente a casa sua.
Non senza un'accesa schermaglia iniziale, i due amanti si abbandonano, riappacificati e fiduciosi, ad una notte d'amore: sarà questa la loro ultima notte. L'indomani infatti l'illusione del ritorno di Chéri scompare allorquando Léa, mentre è concentrata nei preparativi di fuga con Chéri, si accorge che lui la sta guardando con una strana espressione, come di compatimento. Dopo un rapido scambio di battute, subentra improvvisa in Léa l'intima consapevolezza di non poter più essere la sua amante, proprio ora che aveva appena confessato a Chéri e a sé stessa che lui era il suo vero amore, quello che nella vita si ha una volta sola. Chéri involontariamente l'aveva messa di fronte all'evidenza della sua incipiente e ineluttabile vecchiaia e quindi all'impossibilità di poter ritornare ad essere amanti. Dopo avergli ordinato di rivestirsi e di ritornare a casa da sua moglie, Léa accompagna Chéri alla porta.
Il romanzo si conclude con Léa che, osservando dalla finestra Chéri che si allontana, riesce a scorgere in lui un sospiro di sollievo.

## Adattamenti
Dal romanzo sono stati tratti due film:
- Chéri, di Pierre Billon (1950)
- Chéri, di Stephen Frears (2009)

Inoltre è stato tratto un balletto, che porta lo stesso nome, con coreografie di Peter Darrell e musica di David Earl.

## Edizioni italiane
- Colette Willy, L'amato: romanzo, collana Scrittori d'ogni paese, traduzione di M.V. Serra, Milano, Elettra, 1934.
- Colette, Chéri, collana Biblioteca Moderna Mondadori, traduzione di Lina Leva, n. 56, Milano, Mondadori, 1949.
- Colette, Chéri e La fine di Chéri, collana I romanzi dell'ambra, traduzione di Mimmi Pasquali, n. 31, Roma, Gherardo Casini Editore, 1955.
- Colette, Chéri, collana I libri del pavone, traduzione di Lina Leva, n. 182, Milano, Mondadori, 1959.
- Colette, Chéri, collana I libri del sabato, traduzione di Anna M. Speckel, n. 61, Roma, Gherardo Casini Editore, 1966.
- Colette, Chéri, collana Piccola biblioteca, traduzione di Giulia Arborio Mella, n. 164, Milano, Adelphi, 1988, ISBN 88-459-0577-2.
- Colette, Chéri e La fine di Chéri, collana Gli Adelphi, traduzione di Giulia Arborio Mella e Anna Bassan Levi, n. 352, Milano, Adelphi, 1988.
- Colette, Chéri e La fine di Chéri, traduzione di Giulia Arborio Mella e Anna Bassan Levi, Milano, Euroclub, 1988.
- Colette, Chéri, collana Biblioteca Economica Newton. Classici, introduzione di Riccardo Reim, n. 45, Roma, Newton Compton, 1995, ISBN 88-7983-907-1.
- Colette, Chéri, collana I sassi, traduzione di Ginevra Bompiani, Roma, Nottetempo, 2005.
- Colette, Chéri, a cura di Dacia Maraini, collana I classici della letteratura. Grandi autrici, traduzione di Giulia Arborio Mella, n. 8, edizione allegata al Corriere della sera, Milano, RCS, 2013.